# Skiffersvart
Skiffersvart, C.I. Pigment Black 19 (77017), är ett naturligt pigment framställt av pulvriserad kolrik lerskiffer. För att öka kolhalten i pigmentet kan lerskiffern genomgå kalcinering. Kulören är gråsvart med en blågrön dragning.
I konstnärsfärger förekommer skiffersvart i pigmentblandningar, såsom Davy's gray.